# Praga V3S
Praga V3S (Vojenská 3tunová Speciální — Военная Трёхтонная Специальная) — среднетоннажный грузовой автомобиль повышенной проходимости военного (позднее и гражданского) назначения чехословацкого производства.

## История
Выпуск машины был начат в 1952 году на заводе «Прага Гостиварж», расположенном в Праге-Высочанах. В 1964 году производство этого автомобиля было переведено на завод имени Георгия Димитрова в городе Летняны.
В 1956 году на основе V3S был сконструирован грузовик Praga S5T.

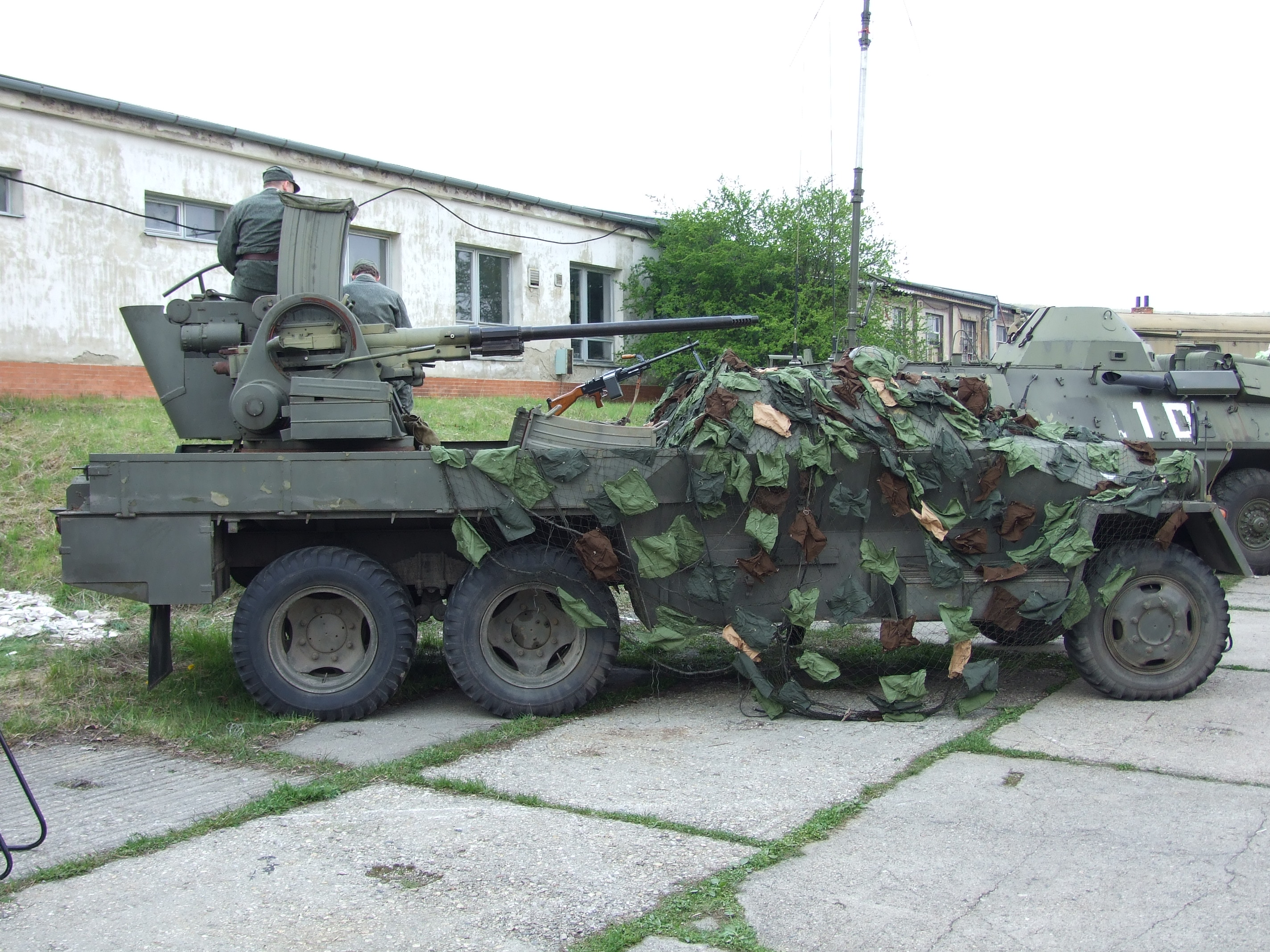
30-мм спаренная самоходная зенитная установка М53/59 на шасси «Прага V3S», 6x6, 1963 г.

На базе V3S также выпускался зенитный комплекс M53/59 PRAGA V3S, используемый в Чехословакии, Югославии, Ираке и Ливии, а также сербской армией во время Боснийской войны против пехоты.

## Описание конструкции

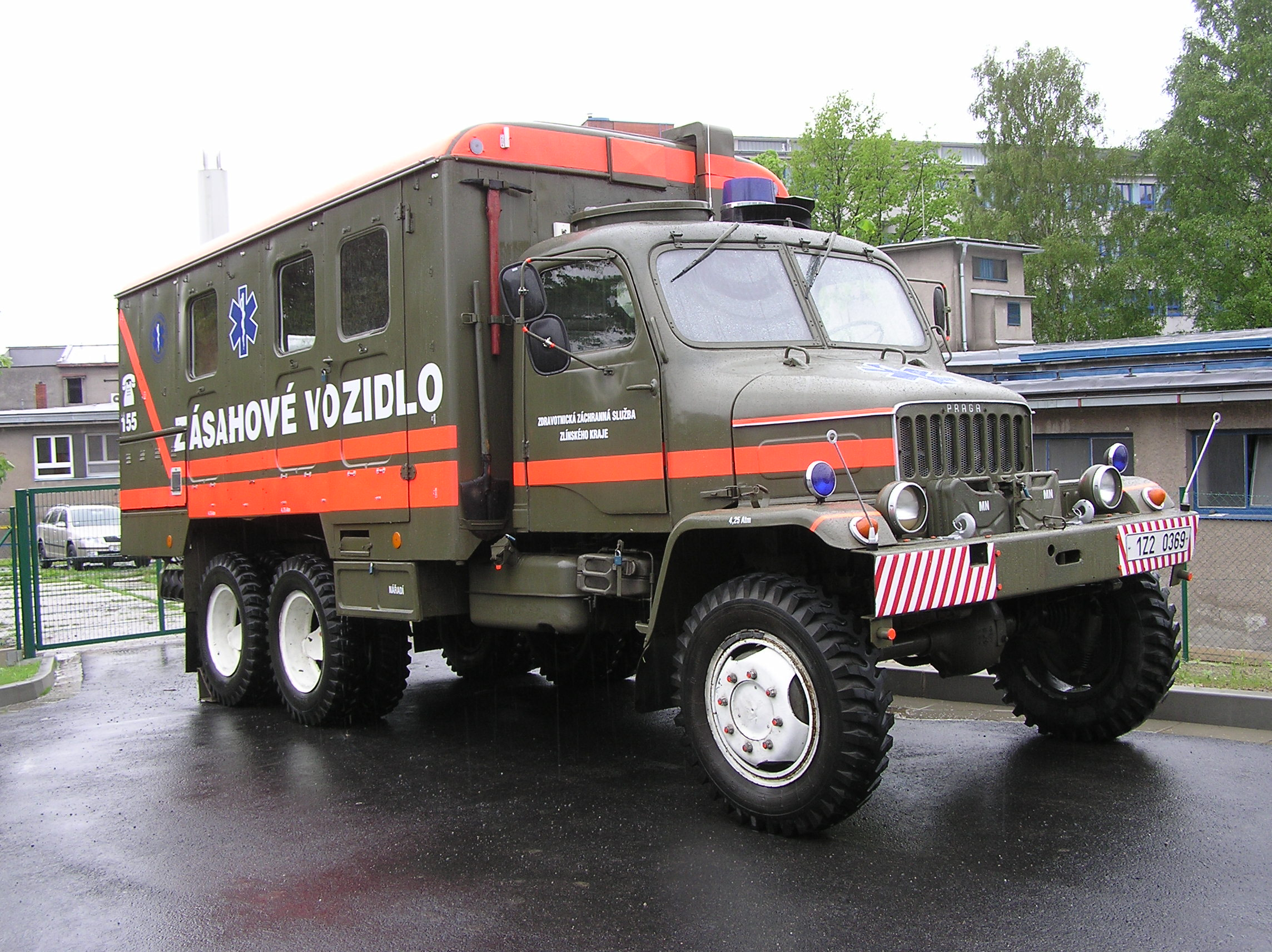
Praga V3S с кунгом медицинского назначения.

Автомобиль Praga V3S имеет раму, собранную из лонжеронов и поперечин.
Двигатель — четырёхтактный шестицилиндровый рядный дизельный двигатель с воздушным охлаждением.
Кабина водителя имеет короткий капот, сиденье водителя и пассажира разделено съёмным кожухом для осмотра двигателя (как на РАФ-2203).
Коробка передач — четырёхступенчатая, раздаточная коробка — двухступенчатая с отключением переднего ведущего моста.
Ведущие мосты — неразрезные («балка»), с бортовыми редукторами, чем достигается увеличение дорожного просвета (как на УАЗ-469).
Подвеска — рессорная, зависимая.
Привод передних управляемых колёс — на сдвоенных крестовинах с игольчатыми подшипниками.
Рабочий тормоз — пневматический.

## Praga V3S в СССР
В СССР автомобиль Praga V3S экспортировался, как правило, с КУНГом с установленным в нём флюорографическим аппаратом. Предназначался для проведения медицинских осмотров жителей отдалённых населённых пунктов.

## В игровой и сувенирной индустрии
- Автомобиль Praga V3S присутствует в игре Operation Flashpoint на стороне Сопротивления и гражданских[3]. Там же с двигателем от Praga V3S эксплуатируется автобус Karosa ŠM 11.
- Также Praga V3S встречается в игре DayZ под названием: M3S. M3S был впервые реализован в версии 0.51.125720 3 декабря 2014 года как V3S. Он был удален в версии 0.63 для повторной реализации на новых системах, а новый закрытый вариант был впервые повторно представлен в версии 1.10 Experimental 29 октября 2020 года.
- V3s используется в разных модификациях (Открытый вариант, закрытый, автокран, самосвал и автоцистерна) в игре Workers and Resourses: Soviet Republic чешских разработчиков 3Division и издателя Hooded Horse. Находится в игре с первоначального релиза в ранний доступ с 2019 года.
- Присутствует в Arma 2 как гражданский и армейский грузовик. Используется армией Такистана в Arma 2: Operation Arrowhead. Предназначен для доставки горючего, припасов и боепитания в зону боевых действий, а также для перевозки личного состава.